# Кратет Фиванский
Кра́тет Фива́нский (устар. Кратес, др.-греч. Κράτης ὁ Θηβαῖος, IV в. до н. э. — III в. до н. э.) — древнегреческий философ-киник, наиболее известный ученик Диогена Синопского.

## Очерк
Происходил из богатой фиванской семьи; получил хорошее образование. После разрушения Фив Александром Македонским в 335 г. до н. э. переехал в Афины, где стал последователем Диогена Синопского. По сообщениям античных источников, обратил все имущество в деньги, распределил их между гражданами, сам же «бросился в философию с таким рвением, что даже попал в стихи Филемона, комического поэта».
По сравнению с Диогеном кинический аскетизм Кратета носит более умеренный характер. Кратет не отвергал собственность и семью; по-видимости, обладал минимальным имуществом сам. Кратет не проводил язвительного презрения к человеку; «вел себя с кротостью и жители его любили; они писали на дверях „Открыто для Кратетова доброго духа“». Непримиримо выступал против своих идейных противников, в частности, против мегариков (называя господствующие философские взгляды противников «дымом»).
Кратет, в отличие от остальных киников, имел семью. Его жена Гиппархия, будучи ученицей философа, из любви к нему ушла из знатной семьи, несмотря на отговоры самого Кратета. Вокруг этого брака существовали сплетни и анекдоты о распущенности и бесстыдстве, в том числе публичном; однако некоторые современные исследователи в правдивости подобных историй сомневаются. (Впоследствии немецкий писатель Виланд вывел Кратета и Гиппархию героями своего эпистолярного романа «Krates und Hipparchia», 1804.)
Из произведений Кратета сохранилось несколько отрывков. В одном из них приводится ироничное описание идеального города-острова «Сума». Из не сохранившихся произведений известна книга Кратета под заглавием «Письма», полная «отличной философии, а по слогу порою близкая и самому Платону». (Широко известные т. н. «Письма Кратета» написаны римскими киниками I в. н. э. как часть цикла «Письма киников».) Сообщается, что Кратет писал и трагедии, «хранящие печать высокой философии».
Среди учеников Кратета были Метрокл, Гиппархия и, наиболее известный, основатель стоицизма Зенон Китийский.

## Анекдоты
- Когда Деметрий Фалерский послал ему хлеба и вина, Кратет стал попрекать его и воскликнул: «Ах, если бы источники текли и хлебом!» — так как пил только воду.

- Диокл сообщает, что в доме Кратета останавливался Александр Македонский. Александр спросил его: «Хочешь, я восстановлю твой город?» (Александр разрушил Фивы в 335 до н. э., после чего Кратет переехал в Афины.) «Зачем? — сказал Кратет. — Какой-нибудь новый Александр возьмет и разрушит его опять».

- Афинские блюстители порядка однажды наказали Кратета за то, что он был в сидонской ткани (тонкое финикийское полотно, считавшееся предметом роскоши). «Меня вы наказываете, а Теофраста?» «Теофраста?! Да как ты смеешь…» «Так я вам и Теофраста покажу в сидонской ткани!» — сказал Кратет; и когда те не поверили, то отвел их в цирюльню, где Теофраст стригся. (Цирюльники повязывали стригущимся шею платками из сидонской ткани, которая подходила для этого лучше прочих.)

- Зенон Китийский сообщает, что к своему плащу Кратет пришил напоказ овчину. Выглядело это безобразно, и в гимнасии все над ним смеялись; он же то и дело восклицал, воздевая руки к небу: «Смелей, Кратет, и верь глазам своим и телу своему; сейчас они смеются над твоим видом, а скоро скрючатся от болезней и станут тебе завидовать, а себя ругать за свою лень».

- «Говорят, Кратет, слушатель того самого Стильпона, о котором я упомянул в предыдущем письме, увидал однажды гуляющего в одиночку юнца и спросил его, что он тут делает один. — „Разговариваю с самим собой“, — был ответ. На это Кратет сказал: „Будь осторожен, прошу тебя, и гляди как следует: ведь твой собеседник — дурной человек!“» — Сенека «Нравственные письма к Луцилию»

## Изречения
- Заниматься философией нужно до тех пор, пока не поймешь, что нет никакой разницы между вождем войск и погонщиком ослов.
- Кто блудит как в трагедиях, с богинями, тому награда изгнание и смерть; кто блудит как в комедиях, с гетерами — тому награда безумие от распутства и пьянства.
- Кто окружен льстецами, тот одинок, как телёнок среди волков; ни там, ни здесь ни в ком вокруг содействия и во всех вражда.
- Невозможно найти человека безупречного: как в гранатовом яблоке, хоть одно зернышко в нём да будет червивое.
- Привыкайте есть простой хлеб и пить воду, а к вину даже не прикасайтесь, ибо вино стариков превращает в животных, а юношей в женщин.
- Родина моя — Бесчестие и Бедность, неподвластные никакой Удаче, и земляк мой — Диоген, неподвластный никакой Зависти.
- Чему научила меня философия? Жевать бобы и не знавать забот.

## Фрагменты
Некий есть город Сума посреди виноцветного моря,

Город прекрасный, прегрязный, цветущий, гроша не имущий,

Нет в тот город дороги тому, кто глуп, или жаден,

Или блудлив, похотлив и охоч до ляжек продажных.

В нём обретаются тмин да чеснок, да фиги, да хлебы,

Из-за которых народ на народ не станет войною:

Здесь не за прибыль и здесь не за славу мечи обнажают.

Первая строка — подражание «Одиссее»: «Остров есть Крит посреди виноцветного моря…» (перевод Гаспарова М.Л.).
Сума в этом переводе (пера по-гречески) - это кожаный мешочек для еды, который носили с собой киники.

Получит драхму врач, но десять мин — повар;

Льстецу талантов — пять, но ничего другу;

Философу — обол, зато талант — девке.

(Перев. Гаспаров М. Л.)

Все, что усвоил я доброго, мысля и слушаясь Музы,

Стало моим; а иное богатство накапливать тщетно.

(Пародия на знаменитую эпитафию Сарданапала: «Все что съел я на пиршествах, все чем уважил я похоть // стало моим; а иное богатство осталося втуне». Перев. Гаспаров М. Л.)